# گلا

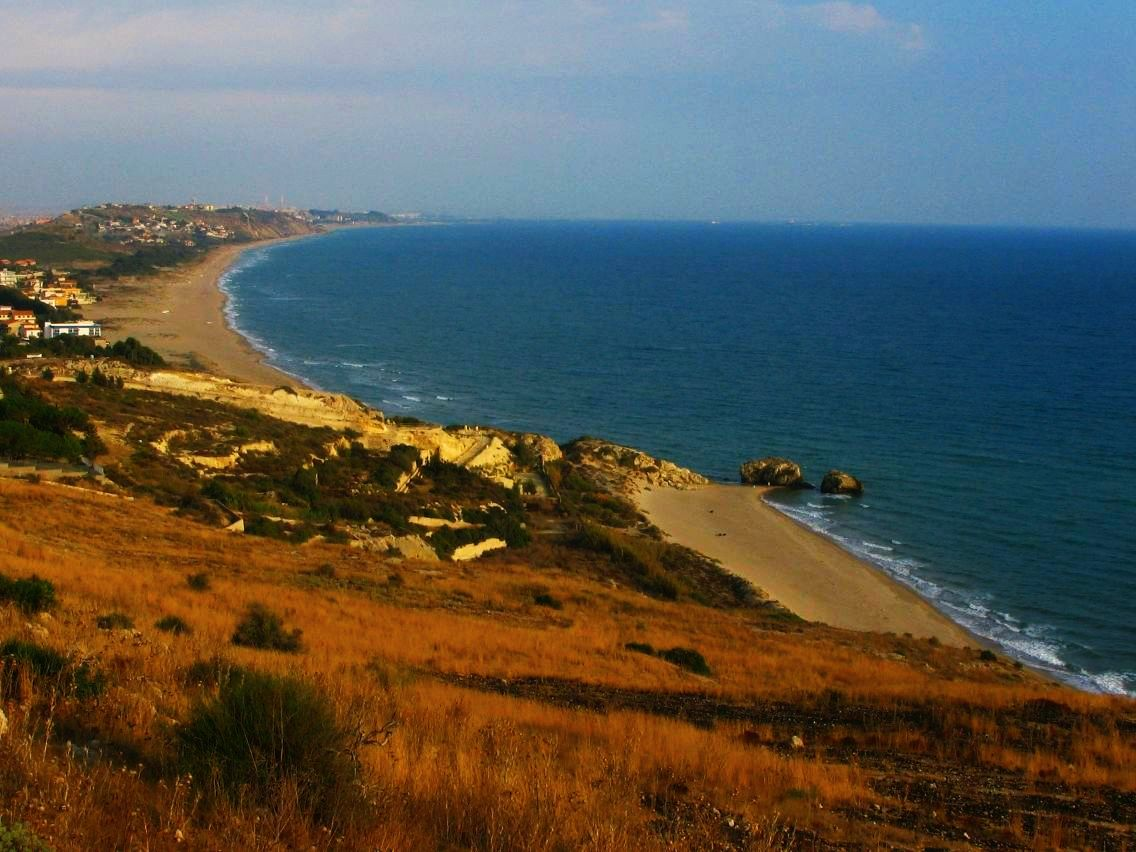

گلا(به ایتالیایی: Gela)یک شهر در استان کالسنتیتا در جنوب سیسیل ایتالیا است. این شهر ۸۴ کیلومتر با شهر کالسنتیتا و دریای مدیترانه فاصله دارد.این شهر بیشترین جمعیت در استان را دارا و دومین شهر از لحاظ مساحت در استان است.
این شهر یک شهر صنعتی است.
Gela شهری در جنوب سیسیل که امروزه دارای پالایشگاههای نفت است. شهر گه لا در ابتدا توسط مهاجرین دوری (Dorians) که حدود 688 پ.م. از جزایر کرت و رودوس میآمدند، بنا گردیده و بنام رودخانه ای که از کنارش گذر میکرد، نامیده شد. پسان، پس از آنکه مهاجرین یونانی به کرت و رودوس پا گذاشتند و یونانیها نیز سفرهای اکتشافی و مهاجرتی به کناره ها و جزایر دریای میانه (مدیترانه) از آنجمله جزیره سیسیل انجام دادند، شهر گه لا نیز بتدریج یونانی گشت و معابد دوری اش به پرستشگاه های آتنه تبدیل گردید و از اینجا بود که پرستش این الهه گسترش پیدا کرد و مناطق زیادی در سیسیل هلنی گردید.